# Captain Morgan's Revenge
Captain Morgan's Revenge é o primeiro álbum de estúdio da banda escocesa de power/folk metal Alestorm, lançado em 25 de janeiro de 2008.

## Faixas
Todas as faixas escritas e compostas por Christopher Bowes, com exceção das anotadas. 
| N.º            | Título                                      | Letras         | Música                           | Duração |  |
| 1.             | "Over the Seas"                             |                |                                  | 3:55    |  |
| 2.             | "Captain Morgan's Revenge"                  |                |                                  | 6:42    |  |
| 3.             | "The Huntmaster"                            |                |                                  | 4:59    |  |
| 4.             | "Nancy the Tavern Wench"                    |                |                                  | 4:52    |  |
| 5.             | "Death Before the Mast"                     | Joe McQuade    | Christopher Bowes e Gavin Harper | 3:11    |  |
| 6.             | "Terror on the High Seas"                   |                | Christopher Bowes e Gavin Harper | 3:51    |  |
| 7.             | "Set Sail and Conquer"                      |                | Christopher Bowes e Gavin Harper | 4:38    |  |
| 8.             | "Of Treasure"                               | Joe McQuade    |                                  | 2:58    |  |
| 9.             | "Wenches & Mead"                            |                |                                  | 3:42    |  |
| 10.            | "Flower of Scotland" (cover de The Corries) | Roy Williamson | Roy Williamson                   | 2:37    |  |
| Duração total: | Duração total:                              | Duração total: | Duração total:                   | 41:31   |  |

## Banda
- Christopher Bowes - vocal, teclado, tin whistle
- Ian Wilson - percussão
- Dani Evans - baixo
- Gavin Harper - guitarra, backing vocals, Berimbau de boca, tambourine, bateria